# Kylie Minogue
Kylie Ann Minogue (Melbourne, 28 maggio 1968) è una cantautrice, attrice e ballerina australiana.
Kylie Minogue, spesso riferita col titolo di “Princess of Pop”, è considerata tra le popstar più famose e talentuose emerse dagli anni ottanta. Nel corso della carriera ha venduto oltre 80 milioni di copie globalmente, divenendo così l’artista femminile australiana di maggior successo nella storia. È stata riconosciuta con due Grammy Award, due MTV Video Music Awards, tre MTV Europe Music Awards, quattro BRIT Award, tra cui il Global Icon Award, e diciotto ARIA Music Awards. Nel 2024 è stata inserita nella lista delle 100 persone più influenti dell'anno secondo la rivista Time.
Minogue ha iniziato la sua carriera musicale firmando un contratto con PWL, pubblicando gli album dance pop: Kylie (1988), Enjoy Yourself (1989), Rhythm of Love (1990) e Let's Get to It (1991), ottenendo ampio successo nelle classifiche australiane e internazionali. Nel 1993 firma un contratto con l’etichetta indipendente deConstruction Records, con la quale rilascia i progetti Kylie Minogue (1994) e Impossible Princess (1997). Nel 1999 passa alla casa discografica Parlophone, pubblicando gli album Light Years (2000), promosso dal singolo Spinning Around, e Fever (2001), quest'ultimo divenuto l'album con i singoli di maggior successo commerciale della cantante: Can't Get You Out of My Head, In Your Eyes, Love at First Sight e Come into My World. Nel 2003 firma con EMI, pubblicando Body Language (2003), mantenendo le atmosfere della musica pop dance.
Dopo una pausa discografica, dovuta alla diagnosi di tumore alla mammella, pubblica nuovamente con Parlophone gli album X (2007) e Aphrodite (2010), quest'ultimo trainato dal singolo All the Lovers. Nel 2012 firma un contratto con Roc Nation e Warner Records, pubblicando l'album di ispirazione pop Kiss Me Once (2014), promosso da Into the Blue, e il primo album di musica natalizia Kylie Christmas (2015). Nel 2017, la società della Minogue, Darenote, ha firmato un nuovo contratto discografico con la BMG Rights Management pubblicando l'album pop country Golden (2018). Dagli anni 2020 la cantante pubblica gli album Disco (2020), Tension (2023) e Tension II (2024), riottenendo un buon successo nelle classifiche grazie ai singoli Say Something e Padam Padam.
Minogue detiene il record nella classifica britannica per essere l’unica artista ad aver piazzato un album al numero uno in cinque decenni differenti in Inghilterra, dagli anni ottanta ai duemilaventi. Oltre alla carriera musicale ha recitato in film, venendo diretta da Steven E. de Souza, Baz Luhrmann, Leos Carax, e divenendo un volto delle serie televisive degli anni ottanta I Sullivans e Neighbours. È stato proprio grazie al ruolo di Charlene Robison, interpretato appunto in Neiboughrs tra il 1986 e il 1988, che la Minogue si è guadagnata la popolarità e la fama internazionale.

## Biografia

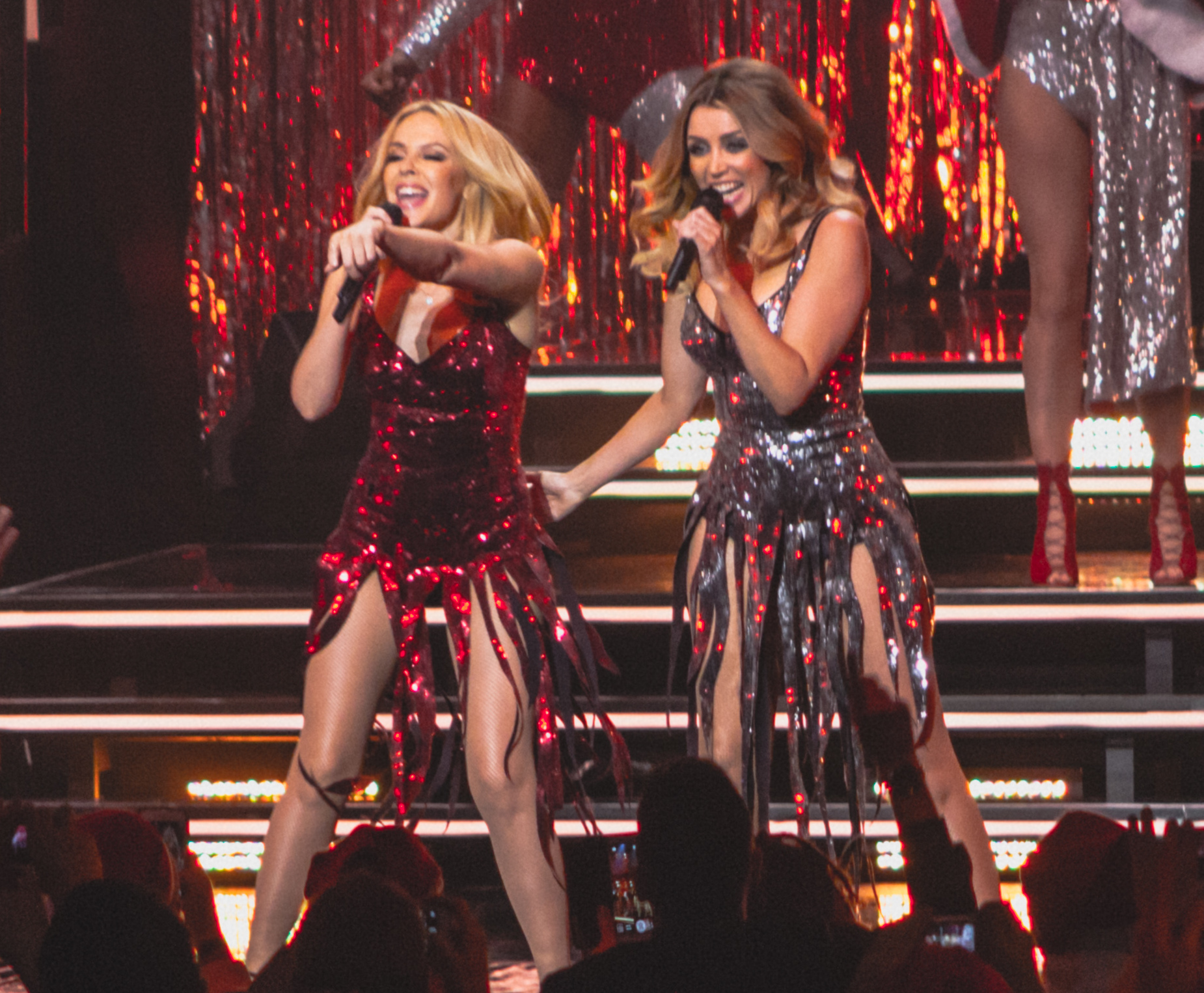
Kylie con la sorella Dannii Minogue nel 2015

Nata a Melbourne da Ronald Charles Minogue, irlandese, e Carol Ann Jones, britannica, è la maggiore di tre fratelli. Gli altri due sono Brendan e Dannii, anche lei cantante e attrice. Iniziò la carriera intorno agli 11 anni nella televisione australiana; intorno alla metà degli anni ottanta tentò la carriera canora al seguito di sua sorella Dannii Minogue, tuttavia i primi tentativi non ebbero successo, al contrario dell'attività di attrice: nel 1986 lavora nella soap-opera, Neighbours, mai trasmessa in Italia, ma che vantava un cast di futuri personaggi di successo, tra cui Jason Donovan, Russell Crowe e Natalie Imbruglia.

### 1987-1989:KylieeEnjoy Yourself
Ad una manifestazione di beneficenza in Australia nel luglio del 1986, Minogue si esibisce con le cover di I Got You Babe e The Loco-Motion, catturando l'attenzione del produttore musicale Greg Petherick, che pianifica la registrazione di The Loco-Motion, rinominata semplicemente Locomotion. La demo del brano viene inviata a Michael Gudinski, direttore dell'etichetta Mushroom Records, che decide di offrire un contratto discografico alla Minogue, sospinto anche dal successo riscosso dalla stessa nella telenovela Neighbours. Il singolo viene pubblicato il 13 luglio 1987, conquistando la posizione numero uno della classifica australiana e riscontrando un ottimo successo anche nelle classifiche internazionali. Locomotion diviene il singolo più venduto in Australia degli anni 80. 
Il successo la porta a Londra a lavorare con il team di produttori Stock, Aitken & Waterman nel settembre del 1987, che scrissero per lei I Should Be So Lucky. Il suo album di esordio Kylie viene pubblicato nel luglio del 1988. Il disco è un misto di teen-pop e musica dance. Successivamente pubblica i singoli di successo: Got to Be Certain, Je ne sais pas pourquoi e Especially for You, in duetto con Jason Donovan. L'album contiene poi una nuova registrazione di The Loco-Motion, che negli Stati Uniti scala la Billboard Hot 100 fino a raggiungere la terza posizione, mentre in Giappone il singolo Turn It Into Love raggiunge la vetta dei singoli più venduti. Un anno dopo Kylie Minogue lascia la soap-opera Neighbours, per concentrarsi sul "ruolo" di pop-star.
Nell'ottobre del 1989 esce il secondo album Enjoy Yourself, da cui vengono estratti i singoli: Hand on Your Heart, Tears on My Pillow, Wouldn't Change a Thing e Never Too Late, riuscendo così nell'impresa di piazzare 5 singoli al numero uno in 2 anni. Il disco tuttavia non ottiene il successo sperato in America, il che porta la sua etichetta americana a recidere il contratto.
L'Enjoy Yourself Tour viene intrapreso per promuovere l'album in Australia e in Europa, con tappe tra Parigi, Londra e Amburgo. Con l'uscita dell'album, la cantante prese parte al progetto Band Aid cantando una strofa di Do They Know It's Christmas Time e partecipò come coprotagonista al film The Delinquents, in cui però non ricevette critiche positive.

### 1990-1992:Rhythm of Love,Let's Get to IteGreatest Hits

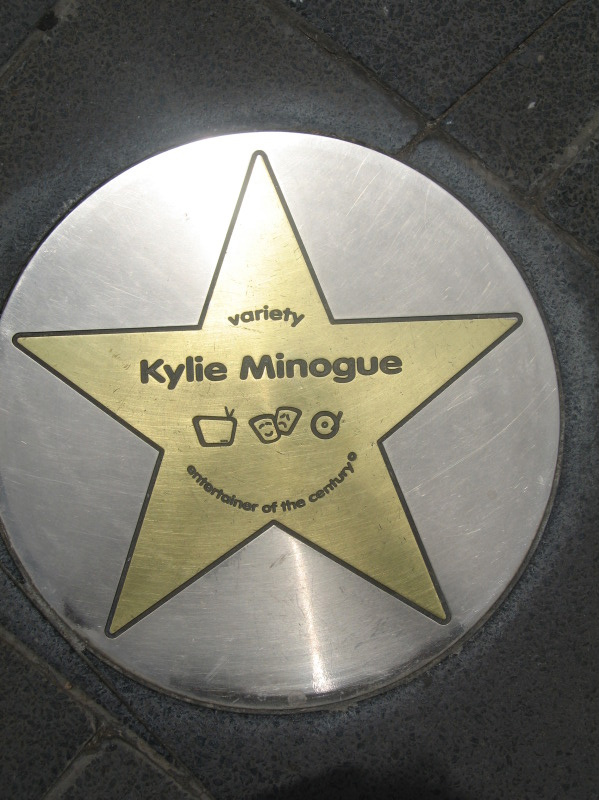
La stella di Kylie Minogue incisa sul marciapiedi di Melbourne, Australia, con la nomina di Performer del secolo

Nel 1990 decide di voler cambiare immagine, lasciando lo status finora adottato di cantante teen-pop per fare posto ad un'immagine più sexy e matura. Esce così il terzo album Rhythm of Love dal quale vengono estratti quattro singoli: Better The Devil You Know, Step Back In Time, What Do I Have To Do (nel cui video partecipa la sorella-cantante Dannii Minogue) e Shocked. In quel periodo inizia una relazione con il leader degli INXS, Michael Hutchence che incise per lei la canzone Suicide Blonde.
Un anno dopo, il 14 ottobre 1991, viene rilasciato Let's Get to It, album più personale, dai suoni soul, dance, pop, promosso dal Let's Get to It Tour che registra un tutto esaurito nel Regno Unito. Vi è tuttavia aria di cambiamento; arriva infatti il tempo in cui Minogue comincia a ribellarsi agli standard della produzione, che le imponevano di «imparare le strofe, cantarle, niente domande, solo promuovere il prodotto». La cantante dichiara di voler rescindere il contratto, ponendo fine al periodo PWL con una raccolta di brani. Nel 1992 esce il primo Greatest Hits, con tutti i suoi successi e 3 inediti What Kind of Fool, Celebration e Where in the World.

### 1993-1999:Kylie MinogueeImpossible Princess
Nel 1994 recita insieme a Jean-Claude Van Damme in Street Fighter - Sfida finale, film ispirato al videogioco omonimo, interpretando il ruolo di Cammy White. Un anno dopo firma un contratto con l'etichetta indipendente Deconstruction Records. Con la promessa di lasciarle larga creatività, la Deconstruction pubblica il quinto album, intitolato semplicemente Kylie Minogue, da cui vengono estratti i singoli Confide in Me, Put Yourself in My Place e Where Is the Feeling?.
Durante il suo periodo in Decostruction, la Minogue sperimenta nuovi sound allentandosi da quelli che hanno connotato i primi album della sua carriera. La sua immagine è più matura e i suoi progetti meno mainstream. Nel 1996 duetta con Nick Cave in Where the Wild Roses Grow, descritto da Cave come «uno dei pezzi più violenti e grintosi della musica pop: la sua innocente dolcezza viene in netta contrapposizione con il testo violento, e ciò è inquietante».
Nel 1997 pubblica un duetto di genere elettronico con i Dj giapponesi Tōwa Tei, GBI (German Bold Italic). Nell'ottobre dello stesso anno pubblica l'album di minor successo della sua carriera: Impossible Princess, caratterizzato da sonorità indie-pop elettroniche. Per la prima volta nella sua carriera la cantante pubblica un album completamente scritto da lei, in cui è lei stessa a gestirne l'organizzazione. Il disco vede la luce in un periodo particolare della storia inglese, in quanto esce subito dopo la morte della principessa Diana e dato che il titolo dell'album poteva portare ad equivoci, fu ritirato dal mercato dopo qualche giorno dall'uscita ma fu sorretto da un piccolo tour: Intimate and Live nell'estate del 1998. Il capitolo Deconstruction si conclude con il rilascio della raccolta Hits+, complessiva dei singoli estratti dagli ultimi due album con l'aggiunta di nuovi inediti e remix.
Nel 1999 duetta assieme ai Pet Shop Boys nel brano In Denial, contenuto nell'album Nightlife; mentre il 28 ottobre dello stesso anno rilascia il libro illustrato Kylie: Evidence, pubblicato da Booth-Clibborn.

### 2000: il ritorno pop conLight Years

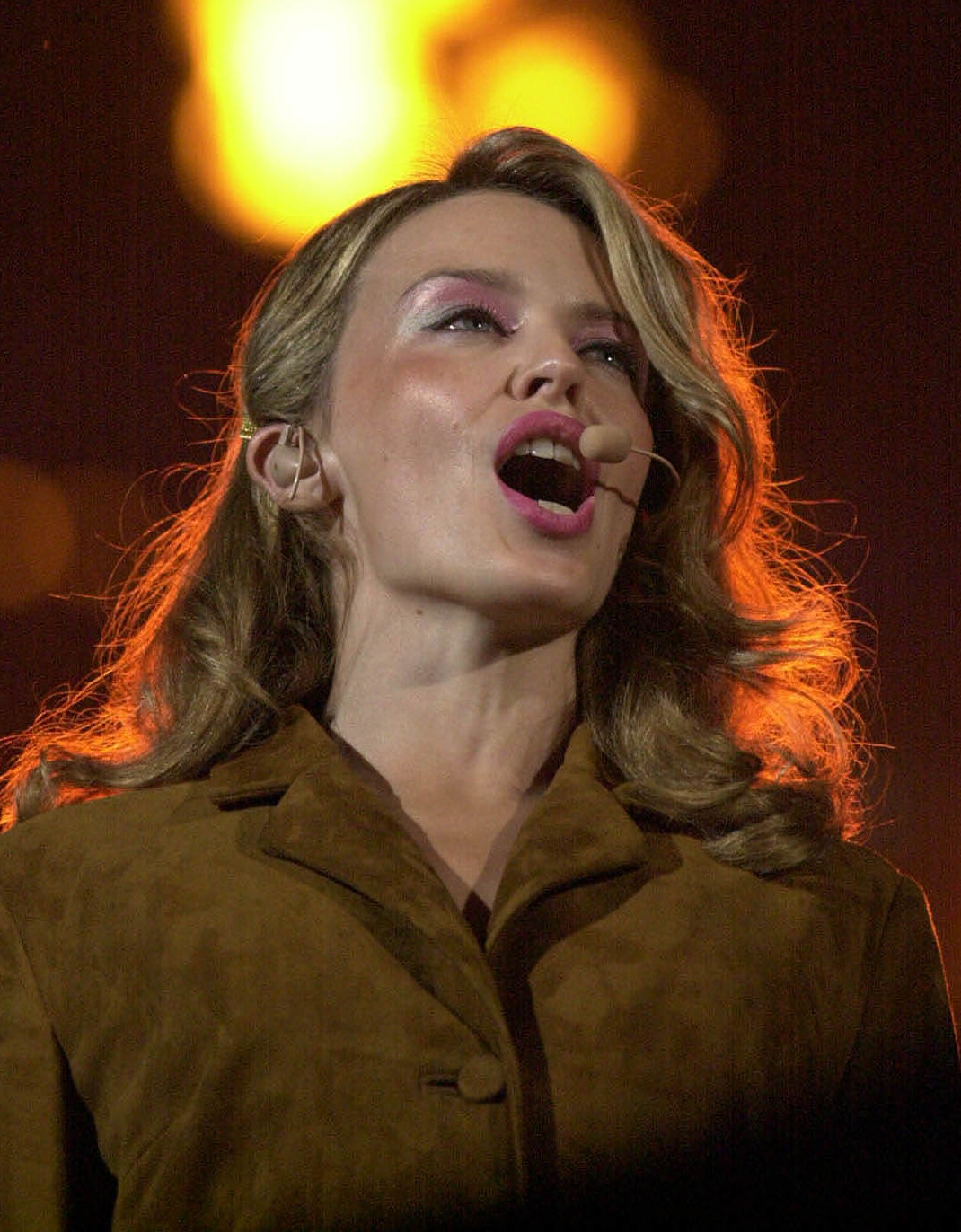
Kylie Minogue si esibisce alla cerimonia di apertura delle Olimpiadi di Sydney (15 settembre 2000)

Nel 2000, firma il contratto con l'etichetta discografica Parlophone e pubblica l'album Light Years. Si tratta dell'occasione di rilanciare la popstar nelle classifiche internazionali, pertanto si punta a sonorità pop ispirate alla disco-music anni settanta e da artisti quali Donna Summer e Village People. Il primo singolo estratto è Spinning Around, che conquista la vetta della classifica in Gran Bretagna e Australia, ottenendo un ottimo riscontro anche nelle classifiche europee. Il video del brano guadagna particolare successo per via degli hot-pants doranti indossati dalla cantante, acquistati per meno di 1£ ad un mercatino vintage e oggi custoditi all'Arts Centre di Melbourne. Il secondo singolo è On a Night like This, cantante poi dalla Minogue a cantare alle Olimpiadi di Sydney nel 2000. Il terzo brano estratto è Kids, duetto con il cantante inglese Robbie Williams. Successivamente in Gran Bretagna esce Please Stay mentre in Europa viene scelto Your Disco Needs You, scritto per lei dallo stesso Robbie Williams e fortemente ispirato ai ritmi synthpop dei Pet Shop Boys. Per promuovere l'album, Kylie si imbarca nella tournée On A Night Like This, con date in Europa e Australia.

### 2001-2002:Fever -l'album di maggior successo
Il 1º ottobre 2001 viene rilasciato sul mercato l'ottavo album in studio della cantante, Fever, anticipato dal singolo Can't Get You Out of My Head, pubblicato l'8 settembre 2001. Fever, ispirato alle sonorità pop minimaliste e futuriste del nuovo millennio, ottiene un enorme successo a livello internazionale, confermandosi nel tempo come il progetto discografico più fortunato dell'intera carriera della cantante, avendo venduto circa 8 milioni di copie. Lo stesso vale per il singolo di lancio Can’t Get You Out of My Head, che raggiunge la posizione numero uno in Australia e in tutte le classifiche europee (ad eccezione solo di quella finlandese); in Italia il brano risulta essere il singolo di maggior successo del 2001.
Di ampio successo sono anche i successivi singoli In Your Eyes, con cui si esibisce al Festival di Sanremo 2002, Love at First Sight, candidato ai Grammy Awards 2002 come "Miglior brano Dance", e Come Into My World che vince l'anno successivo il prestigioso premio nella medesima categoria.
Per promuovere il disco, la Minogue intraprende il KylieFever2002 tra Europa e Australia, ottenendo riscontri positivi dalla critica. La tournée rimane ad oggi una delle più elaborate ed apprezzate in termini di produzione e scenografia dell'intera carriera della cantante. Per l'occasione, Kylie ha collaborato con gli stilisti Dolce & Gabbana per la realizzazione di tutti i costumi di scena.
Il 7 novembre 2002 pubblica un'autobiografia fotografica, scritta in collaborazione con il direttore creativo William Baker, intitolata Kylie: La La La, ristampata poi nel 2003 in formato copertina flessibile.
Nel 2001 appare in un piccolo ruolo nel film Moulin Rouge di Baz Luhrmann.

### 2003-2004:Body Languagee il greatest-hitsUltimate Kylie

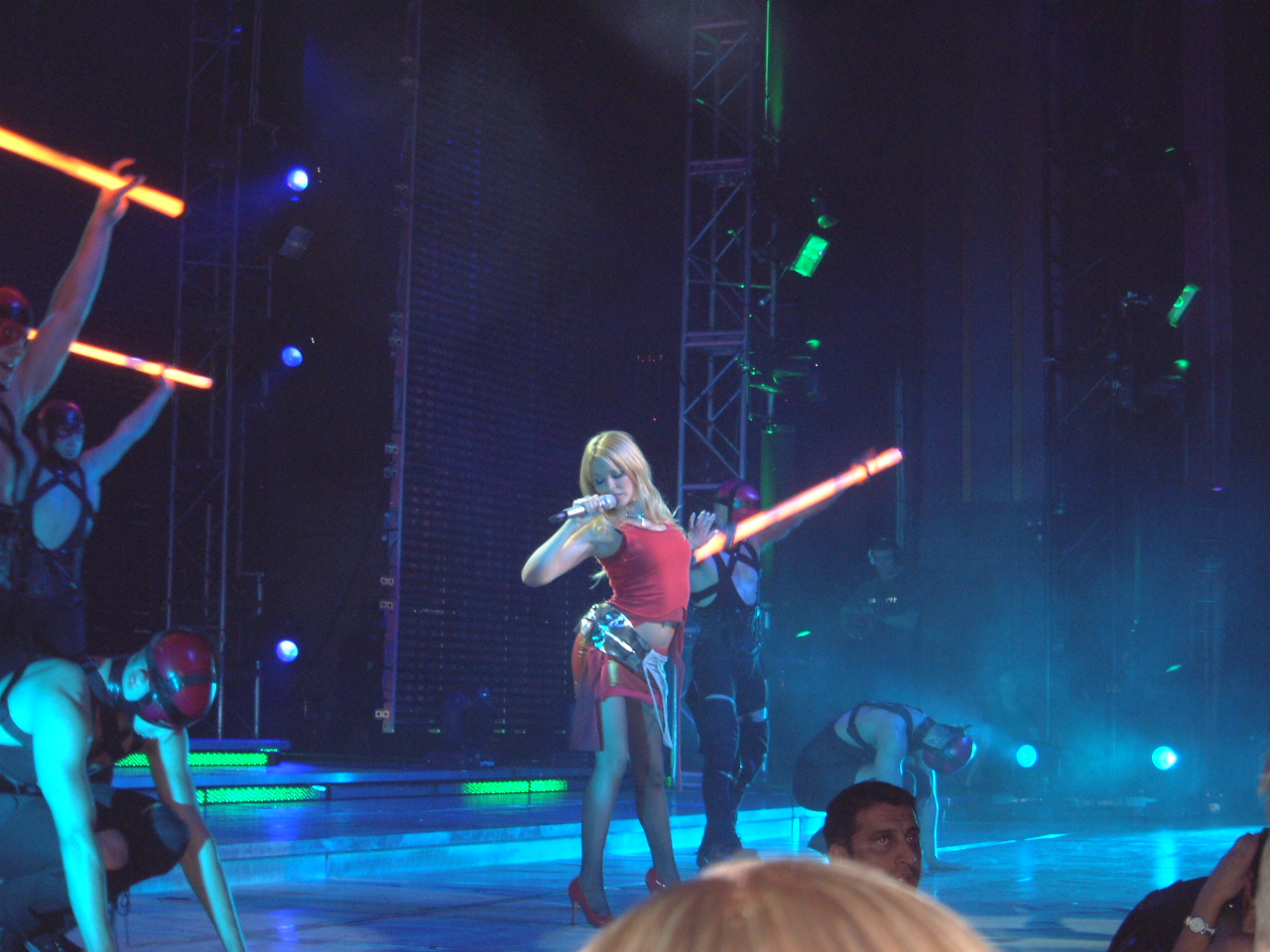
Kylie Minogue in esibizione nel 2003

Nel 2003 pubblica il nono album di studio Body Language, che vede sonorità differenti dal precedente; si abbandonano i ritmi dance per passare ad atmosfere lounge ed elettroniche, non ottenendo però lo stesso successo di Fever. Il primo estratto è la numero uno inglese Slow, scritta in collaborazione con la cantante italo-islandese Emilíana Torrini. Il successivo singolo è Red Blooded Woman, mentre il terzo estratto è Chocolate, una ballata elettronica con influenze R&B.
Per promuovere il disco, Kylie non intraprende un tour ma tiene un unico concerto evento intitolato Money Can't Buy, presso l'Apollo Theater di Londra, il 15 novembre 2003.
Nel 2004 pubblica il greatest hits Ultimate Kylie, promosso da due inediti, I Believe in You, scritta con gli Scissor Sisters e Giving You Up. La cantante viene nominata per la quarta volta ai Grammy Awards per Best Dance Recording. In supporto dell'album, la cantante si imbarca nello Showgirl: The Greatest Hits Tour nella prima metà del 2005. In parallelo, si inaugura a Melbourne la mostra Kylie: The Exhibition.

### 2005-2006: La diagnosi di tumore al seno e il ritorno in scena con loShowgirl: Homecoming Tour
Nel maggio 2005, durante una pausa dello Showgirl Tour tra le date europee e quelle asiatiche, la cantante annuncia di esserle stato diagnosticato un tumore al seno allo stadio iniziale, motivo per cui avrebbe sospeso il resto della tournée e la sua partecipazione al Festival di Glastonbury per concentrarsi sul trattamento della malattia. La notizia fa presto il giro del mondo, ricevendo il sostegno dei propri fan e dei colleghi Anastacia (colpita dalla stessa malattia nel 2003 e successivamente nel 2013), Coldplay, Madonna e Pet Shop Boys.
Il 21 novembre 2005,  Kylie annuncia il suo ritorno sul palcoscenico con il rinnovato Showgirl: Homecoming Tour, una volta concluso il trattamento della malattia, visitando l'Australia nel dicembre 2006. L'enorme domanda di biglietti ha portato poi la cantante ad esibirsi nel gennaio 2007 in Regno Unito. In contemporanea, Kylie: The Exhibition approda nelle principali città inglesi.
Per celebrare il suo ritorno, in Australia viene rilasciata una versione aggiornata di Ultimate Kylie, ora contenente un DVD bonus, e il libro per bambini The Showgirl Princess.
A gennaio 2007, Kylie pubblica il live album dell'Homecoming Tour, intitolato Showgirl Homecoming Live.
Nel corso dello stesso anno la catena d'abbigliamento H&M ingaggia la cantante come testimonial dei suoi prodotti e per l'inaugurazione di un punto vendita a Shanghai, in cui Minogue si esibisce in un'esecuzione.

### 2007-2009: Il documentarioWhite Diamonde l'albumX

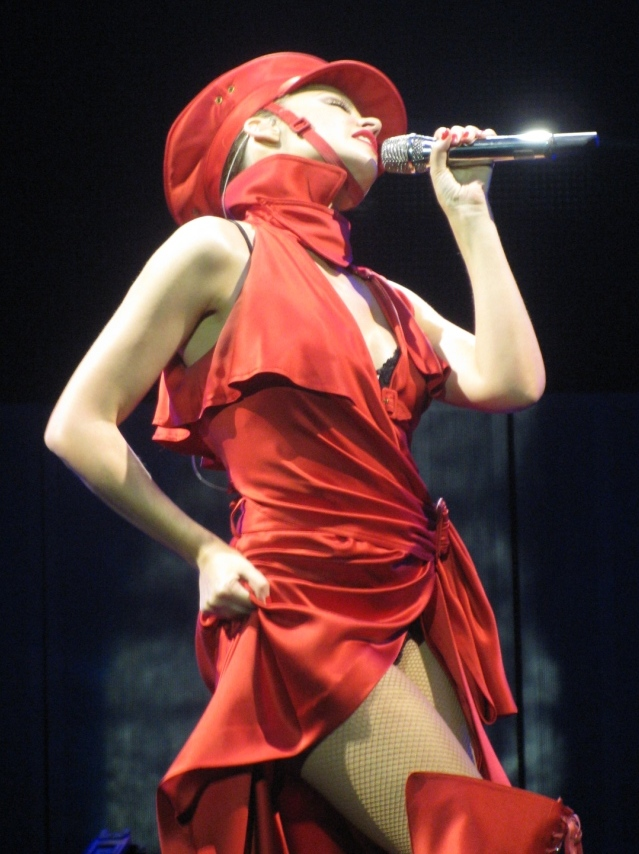
Kylie Minogue all'XTour2008 ad Auckland

Ad ottobre 2007 viene rilasciato il documentario White Diamond: A Personal Portrait of Kylie Minogue, girato tra il 2006 e il 2007 durante lo Showgirl: Homecoming Tour, in cui si racconta il ritorno in scena della cantante dopo aver vinto la sua battaglia con il tumore.
A novembre 2007, Kylie presenta il suo decimo album in studio, chiamato X. Il disco vede come produttori Calvin Harris, Bloodshy & Avant, Cathy Dennis, Karen Poole, Freemasons e la stessa Minogue. Il sound esplorato in X affonda le sue radici nella musica elettronica, con tracce più oscure e altre più frizzanti.
Il primo singolo estratto è 2 Hearts, presentato dal vivo in varie trasmissioni televisive europee, tra cui Che tempo che fa il 10 novembre 2007. Successivamente vengono rilasciate Wow e In My Arms, che superano ampiamente il successo del primo singolo. Viene poi pubblicata The One e, per il solo mercato statunitense, All I See in collaborazione col rapper Mims.

A supporto dell'album, nel maggio 2008 comincia da Parigi il nuovo tourKylieX2008, all'epoca il più costoso e tecnologicamente avanzato della carriera di Kylie, costato 10 milioni di sterline, e che le ha profittato guadagni stimati per 70 milioni di dollari.
Congiuntamente all'inizio del tour, viene commercializzato il libro fotografico K.

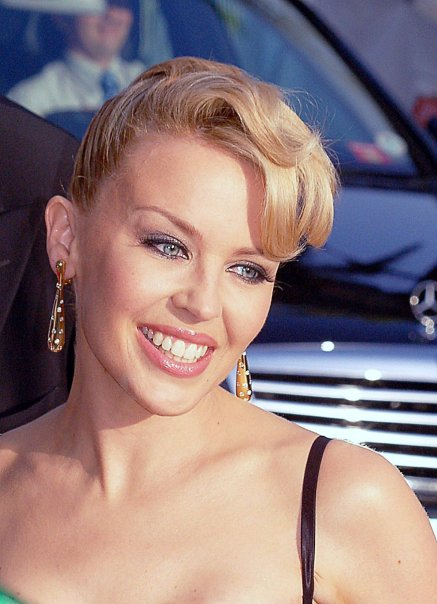
Kylie Minogue al Festival di Cannes 2008

Nella pausa tra le tappe europee e americo-asiatiche del X2008, Kylie incide la cover The Winner Takes It All degli ABBA, insieme alla sorella Dannii Minogue, che sarà poi inclusa nella colonna sonora del programma inglese The Beautiful People. Il 1º dicembre 2008 esce Lhuna, duetto con i Coldplay messo a disposizione su RedWire, servizio che sensibilizza l'attenzione verso il problema del virus HIV che colpisce le popolazioni africane, in occasione della Giornata mondiale contro l'AIDS.
Dal 2008 intraprende una relazione sentimentale con il modello spagnolo Andrés Velencoso, da cui si separa nel 2013.
Il 2009 si apre con l'uscita di Boombox, una raccolta di remix dell'era Parlophone 2000-2008, con l'inedito Boombox, che dà il nome al disco. Ad ottobre 2009 veste i panni di Item Girl nella pellicola Blue: il film risulta essere uno dei più costosi realizzati in India. La cantante interpreta anche due brani per la colonna sonora, tra cui il singolo Chiggy Wiggy.
Nell'autunno del 2009, Kylie annuncia nuovo tour, For You, for Me, unicamente previsto in America del Nord, ove la cantante non era mai stata in tournée. Le sei date iniziali sono presto state raddoppiate a seguito dell'immediato sold-out già in prevendita. Del tour esce a dicembre 2009 un album live, chiamato Live in New York.

### 2010-2011:AphroditeeAphrodite: Les Folies

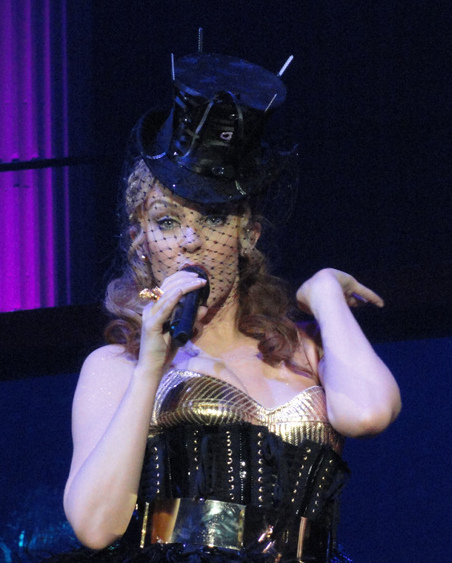
Kylie Minogue durante il tour Aphrodite: Les Folies nel 2011

Il 5 luglio 2010 è stato pubblicato il suo undicesimo album di inediti, intitolato Aphrodite, anticipato dal singolo All the Lovers, pubblicato l'11 giugno e presentato in anteprima mondiale all'Arena di Verona durante i Wind Music Awards 2010.
Il progetto è un tributo all'amore universale, che trae ispirazione dall'antica Grecia e le divinità pagane. All'album hanno collaborato vari nomi della musica elettronica, tra cui il produttore Stuart Price e il dj Calvin Harris. Aphrodite debutta alla prima posizione in Inghilterra, conferendo alla Minogue il primato di aver raggiunto la vetta delle classifiche degli album più venduti in quattro decenni differenti: negli anni ottanta, negli anni novanta, nei 2000 e nel nuovo decennio 2010.
Il secondo singolo estratto è l'energica Get Outta My Way, presentato in Italia durante l'edizione 2010 di Miss Italia.
Il terzo singolo è Better than Today. Presentato durante una puntata della versione britannica X-Factor ed accompagnato da un tema ispirato al videogioco Pacman, il videoclip mantiene la stessa linea ed è diretto dalla stessa cantante, alla sua prima esperienza come regista di videoclip.
A fine settembre dello stesso anno, viene pubblicata una raccolta di remix del periodo Deconstruction dal titolo Essential Mixes 12" Masters.
Ad ottobre collabora con Taio Cruz in Higher, presentato allo Starfloor di Parigi, ottenendo un buon successo nelle classifiche europee.
Nel giugno 2011 esce invece Put Your Hands Up (If You Feel Love), quarto ed ultimo singolo estratto da Aphrodite.
Per promuovere l'album Aphrodite, la cantante intraprende nell'inverno 2011 la tournée mondiale Aphrodite: Les Folies, che rimane ad oggi non solo il suo tour più grande ed ambizioso ma addirittura uno dei più costosi ed elaborati di sempre, con una scenografia costata 25 milioni di dollari.
Kylie si esibisce in tutta Europa, Asia, Australia, America e per la prima volta anche in Sudafrica.

### 2012-2013: K25:Timebomb,l'Anti ToureThe Abbey Road Sessions

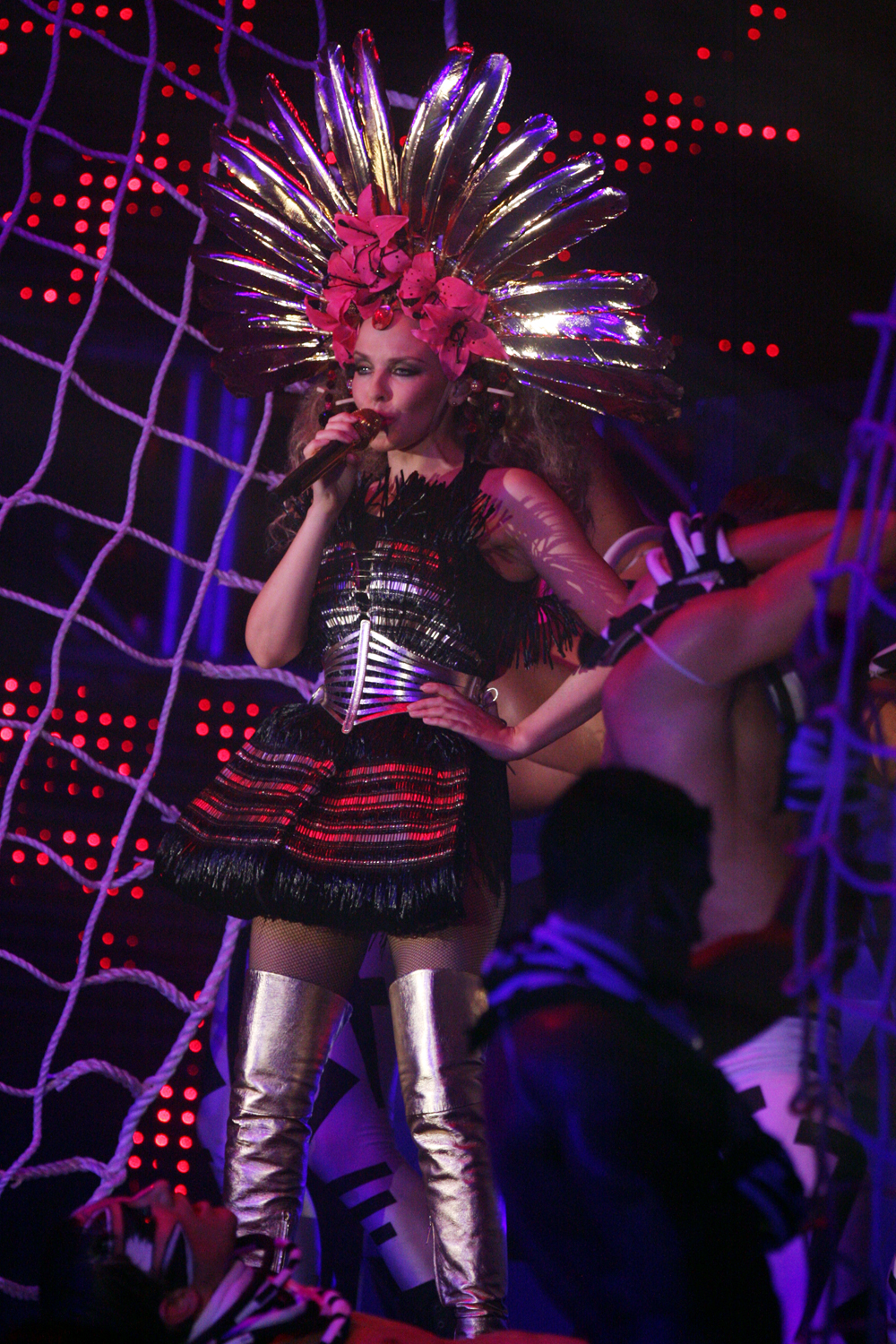
Kylie Minogue si esibisce al Sydney Gay and Lesbian Mardi Gras and After Party nel 2012

Nel 2012 Kylie Minogue celebra i suoi 25 anni di carriera nella musica, con una serie di progetti e pubblicazioni sotto la denominazione K25.
Nel marzo 2012 partecipa all'evento Mardi Gras di Sydney, 14 anni dopo la sua ultima apparizione, cantando dal vivo un medley dei suoi successi. Annuncia quindi una breve serie di concerti, Anti Tour, in cui si esibirà con le sue canzoni meno note, b-side e rarità.
Il 25 maggio 2012 viene pubblicato un nuovo singolo Timebomb, con relativo videoclip girato a Soho.
Il 5 giugno seguente esce un nuovo greatest hits, The Best of Kylie Minogue, che si aggiudica l'11ª posizione della classifica britannica.
Il 29 ottobre 2012 esce The Abbey Road Sessions, un disco contenente 16 singoli reinterpretati in chiave orchestrale, registrati negli studi di Abbey Road. Nel corso dei mesi antecedenti all'uscita dell'album, Minogue ha pubblicato sul suo sito ufficiale due anteprime del progetto: si tratta delle versioni orchestrali di Finer Feelings e  On A Night Like This; il 5 settembre 2012 viene invece rivelata la cover. Nella sera dell'8 settembre 2012 si esibisce in concerto ad Hyde Park durante il Proms In The Park, evento di musica classica, in cui la cantante presenta i nuovi arrangiamenti dei suoi successi contenuti nell'album, incluso l'inedito Flower.
La serie K25 si conclude infine con la pubblicazione del libro fotografico Kylie / Fashion, uno sguardo retrospettivo che commemora 25 anni di moda della cantante, tra outfit iconici e collaborazioni di prestigio con stilisti del calibro di Dolce & Gabbana e Jean-Paul Gaultier.
A gennaio 2013, la cantate lascia il manager Terry Blamey, che l'ha seguita sin dall'inizio della sua carriera, e firma un contratto discografico con l'etichetta di Jay-Z, Roc Nation.
Il 10 settembre 2013, Kylie collabora con Laura Pausini per il singolo Limpido (in lingua italiana e inglese), brano che anticipa l'uscita dell'album della cantante italiana 20 - The Greatest Hits. La canzone viene anche reinterpretata in versione "spanglish" con il titolo Limpio.
Sempre a settembre, viene scelta come giurata della trasmissione The Voice UK, insieme a will.i.am, Tom Jones e Ricky Wilson; mentre nel novembre 2013 ricopre il medesimo ruolo per la versione australiana del programma.

### 2014-2017:Kiss Me OnceeKylie Christmas

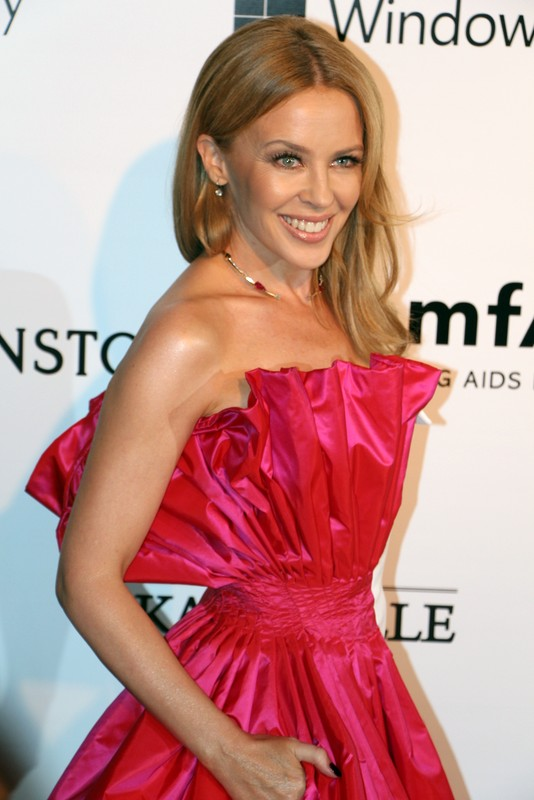
Minogue nel 2015

Il primo gennaio 2014, Kylie annuncia attraverso Twitter il titolo di una nuova canzone, Into the Blue, che sarà pubblicata il 27 gennaio successivo. Il brano anticipa l'album di inediti Kiss Me Once, in uscita il 14 marzo. Nel disco la cantante collabora, tra gli altri, con Pharrell Williams, Sia e Enrique Iglesias. Dall'album vengono poi estratti Sexercize e I Was Gonna Cancel; quest'ultimo presentato dal vivo il 7 maggio 2014 nel programma The Voice of Italy, dove si esibisce anche con Can't Get You Out of My Head insieme a quattro concorrenti, tra cui Suor Cristina. Ad aprile aveva inoltre cantato Into the Blue ad Amici di Maria De Filippi.
Collabora poi con il musicista italiano Giorgio Moroder alla realizzazione del brano Right Here, Right Now, pubblicato il 19 gennaio 2015 come secondo singolo estratto dall'album di Moroder Déjà vu.
Il 24 settembre, a supporto dell'omonimo album, parte il Kiss Me Once Tour, protraendosi poi nell'estate 2015 durante diversi festival musicali come Summer 2015.
Nel marzo 2015 abbandona Roc Nation e intenta una battaglia legale contro Kylie Jenner, la quale ha tentato di registrare il marchio "Kylie" che la stessa Minogue utilizza dagli anni ottanta. La causa si è poi conclusa a favore della Minogue nel 2017. Nel maggio 2015 recita nel film San Andreas di Brad Peyton, mentre a settembre collabora con Fernando Garibay per l'EP Kylie + Garibay.
Il 13 novembre 2015 viene pubblicato Kylie Christmas, tredicesimo album in studio e primo album natalizio della cantante. L'album include reinterpretazioni di molti classici natalizi e nuovi inediti come Only You con James Corden. Nel 2016, l'album viene ri-pubblicato in una versione aggiornata ed estesa, col titolo Kylie Christmas: Snow Queen Edition.
Per promuove i progetti natalizi, sia nel dicembre 2015 che 2016, Kylie si esibisce con una serie di concerti alla Royal Albert Hall di Londra, denominati A Kylie Christmas. 
In aggiunta, nel periodo natalizio sia del 2015 che del 2016, la Minogue ha promosso alcuni dei brani contenuti nell'album in diverse trasmissioni televisive tra Regno Unito, Francia e Italia, ove si è esibita a Stasera casa Mika duettando con Mika in Wonderful Christmastime.
Il 20 settembre 2016 l'Arts Centre di Melbourne inaugura una nuova mostra gratuita sulla cantante, intitolata "Kylie on Stage Exhibition", in cui vengono esposti gli abiti di scena delle tournée, dal Disco in Dream fino al Kiss Me Once Tour. La mostra ha attratto oltre 250.000 persone.
Sempre nel 2016, intraprende una relazione sentimentale con l'attore inglese Joshua Sasse, conclusasi poi nel 2017.
Nel febbraio 2017 firma invece un contratto con l'etichetta BMG Rights Management e inizia a lavorare al prossimo album in studio, registrato tra Londra, Los Angeles e, soprattutto, Nashville.

### 2018-2019: L'albumGoldene la raccoltaStep Back in Time: The Definitive Collection

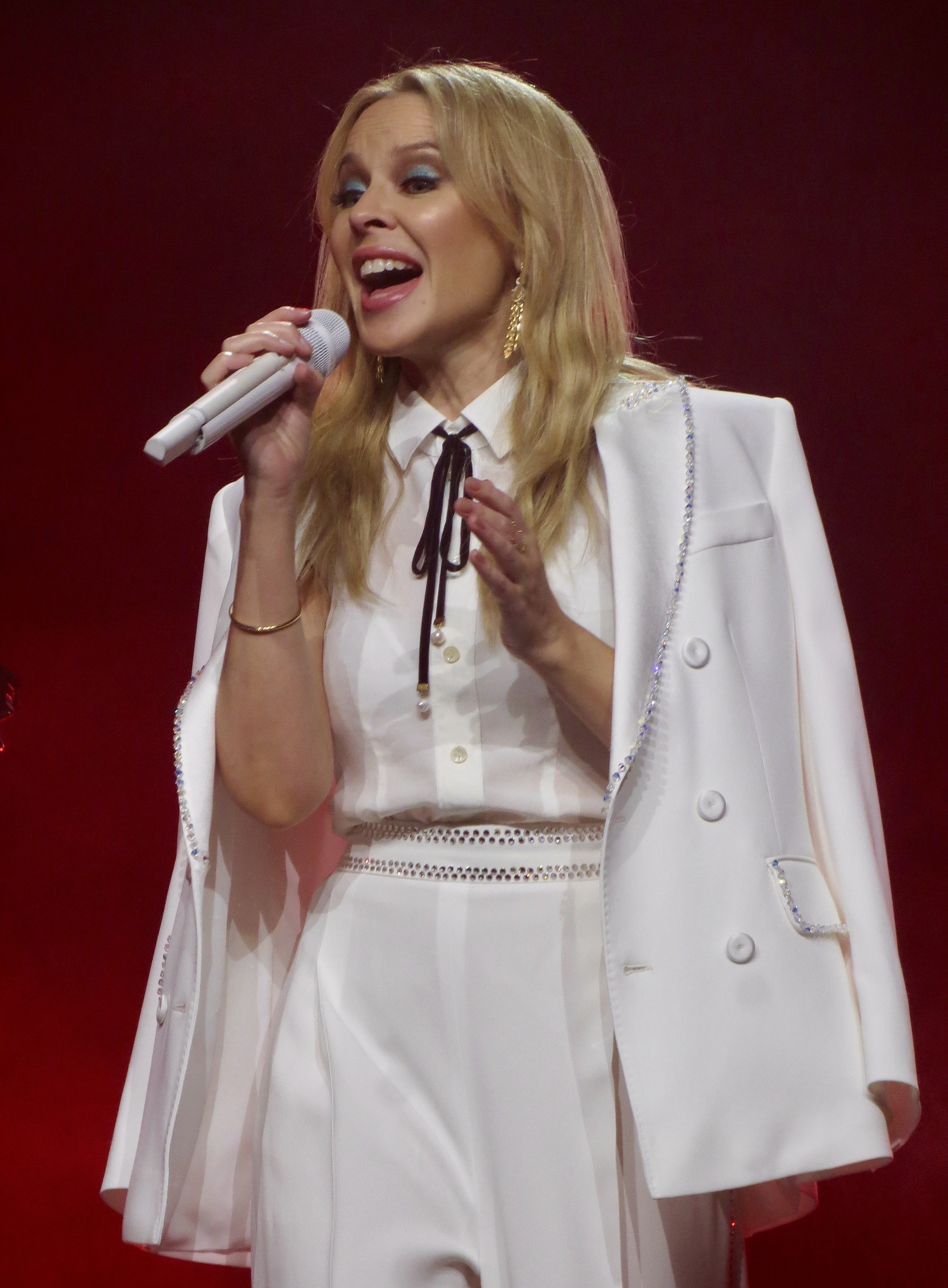
Kylie Minogue nel 2018

Il 19 gennaio 2018, Kylie pubblica il nuovo singolo Dancing, che anticipa l'album di inediti Golden, uscito il 6 aprile successivo. Musicalmente, rispetto ai lavori precedenti, Golden si allontana dallo stile dance pop, introducendo una componente country.
I successivi brani estratti da Golden sono Stop Me from Falling, nel remix in duetto con Gente de Zona, Golden e la ballata Music's Too Sad Without You, in collaborazione con l'artista italo-britannico Jack Savoretti. I due registrano il videoclip del brano al Gran Teatro La Fenice di Venezia, ove poi la Mingoue si esibisce a sorpresa con la canzone durante il concerto veneziano di Savoretti, il 25 luglio 2018.
Come ultimi singoli del disco vengono poi scelti i brani: A Lifetime to Repair, Sincerely Yours e Raining Glitter come singolo promozionale.
A supporto dell'album, la Minogue si imbarca prima in una serie di concerti promozionali denominati Kylie Presents: Golden e poi nell'effettivo Golden Tour, esibendosi in Australia, Regno Unito ed Europa, incluso un concerto italiano al Gran Teatro Geox di Padova.
Ad aprile 2018 si esibisce al 92º compleanno della Regina Elisabetta II. Lo stesso anno, si lega sentimentalmente a Paul Solomons, direttore creativo di British GQ, da cui si separa nel febbraio 2023.
Il 28 giugno 2019, la cantante pubblica il quarto greatest hits, Step Back in Time: The Definitive Collection, anticipato dal singolo New York City, pubblicato il 3 maggio precedente. In suo supporto, la Minogue intraprende la tournée Summer 2019, esibendosi nei principali festival musicali europei, incluso il Festival di Glastonbury, dove si sarebbe dovuta esibire nel 2005 ma non potendo a causa della diagnosi di tumore. La sua partecipazione al festival ha compreso un duetto con Chris Martin sulle note di Can't Get You Out of My Head e con Nick Cave per Where the Wild Roses Grow. La BBC ha successivamente dichiarato la performance della Minogue come quella più vista in assoluto, con oltre 3 milioni di spettatori, registrando anche il record per il set con il maggior numero di spettatori del Glastonbury.

### 2020-2022:DiscoeInfinite Disco

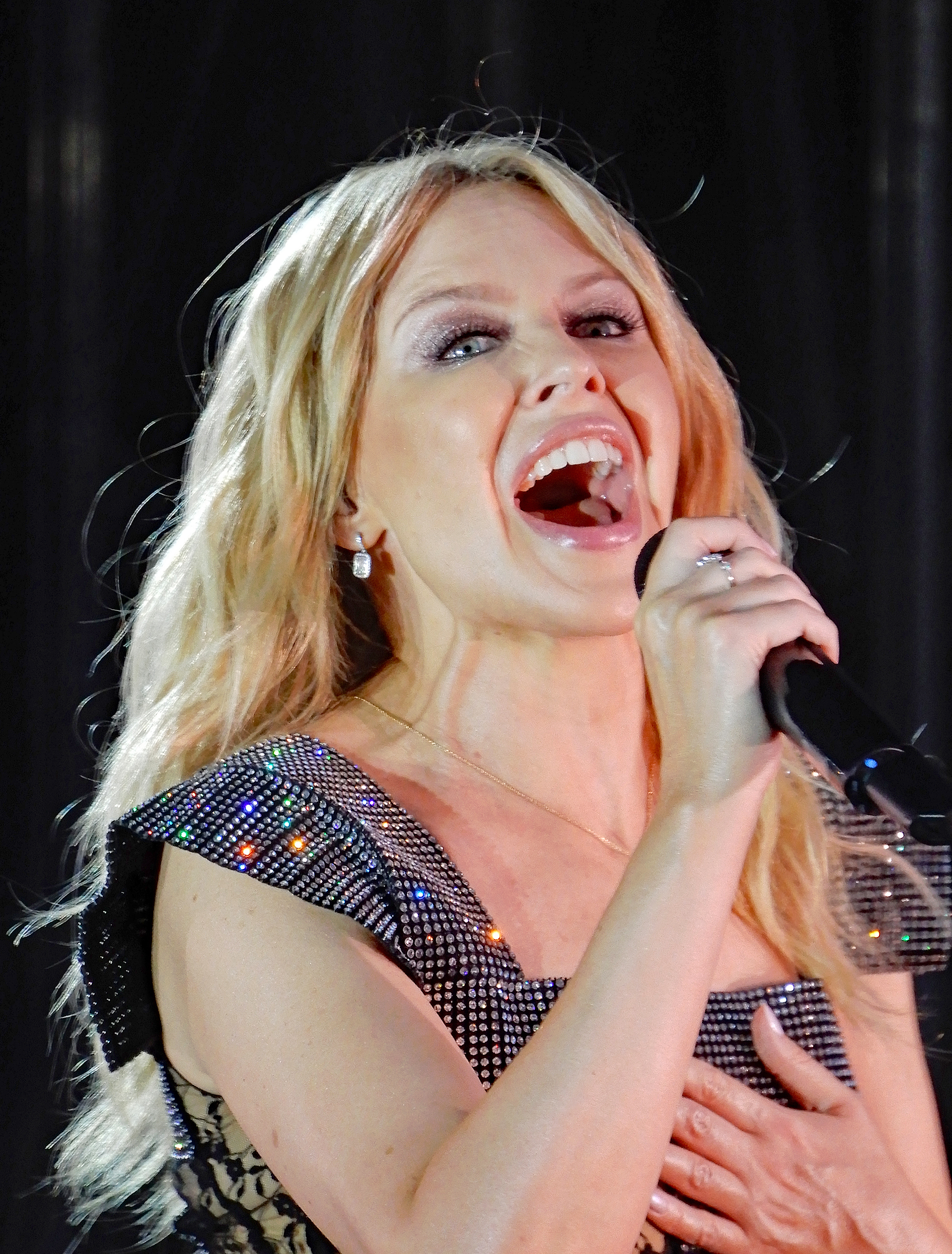
Minogue nel 2020

Prima dell'annuncio del suo nuovo album, nel maggio 2020 la popstar lancia sul mercato il suo fortunato brand di vini, Kylie Minogue Wines, che si è presto espanso in 32 paesi.
Il 23 luglio 2020 esce il singolo Say Something, primo estratto dal quindicesimo album in studio Disco, pubblicato il 6 novembre successivo.
A questo brano ne seguiranno altri due: il 24 settembre 2020 Magic e il 2 gennaio 2021 Real Groove, in seguito remixato in duetto con Dua Lipa. A livello promozionale, il 23 ottobre 2020 viene rilasciato I Love It.
A differenza del precedente progetto musicale, la cantante australiana si discosta dal genere country per avvicinarsi nuovamente alla disco music, che aveva già esplorato nel 2000 con Light Years.
Il 6 ottobre 2021 Minogue rilascia il nuovo singolo A Second to Midnight, in collaborazione con gli Years & Years, anticipando l'uscita della riedizione dell'album Disco, ribattezzato Disco: Guest List Edition, pubblicato il 12 novembre seguente. Dalla riedizione sono stati estratti anche i singoli Kiss of Life, in collaborazione con Jessie Ware, e Can't Stop Writing Songs About You, con Gloria Gaynor. Il video per il brano Miss a Thing è stato pubblicato il 22 luglio 2022.
Per promuovere l'album Disco, la cantante, impossibilitata ad andare in tour a causa delle restrizioni per contenere la pandemia di COVID-19, realizza un concerto virtuale, intitolato Infinite Disco, registrato nel 2020 ai LH3 Studios di Londra e distribuito il 7 novembre 2020. Per assistere al broadcasting dello show, gli spettatori hanno acquistato dei biglietti virtuali, di cui si stimano oltre 30.000 unità vendute.
A giugno 2021, la cantante partecipa alla ri-edizione per il decimo anniversario dell’album Born This Way di Lady Gaga. Per l’occasione, Kylie interpreta Marry the Night.
Il 28 ottobre 2022, per celebrare i 25 anni dal suo rilascio, viene pubblicata la ristampa in vinile dell'album Impossible Princess, mai diffuso in questo formato fino ad allora.

### 2023-presente:TensioneTension II

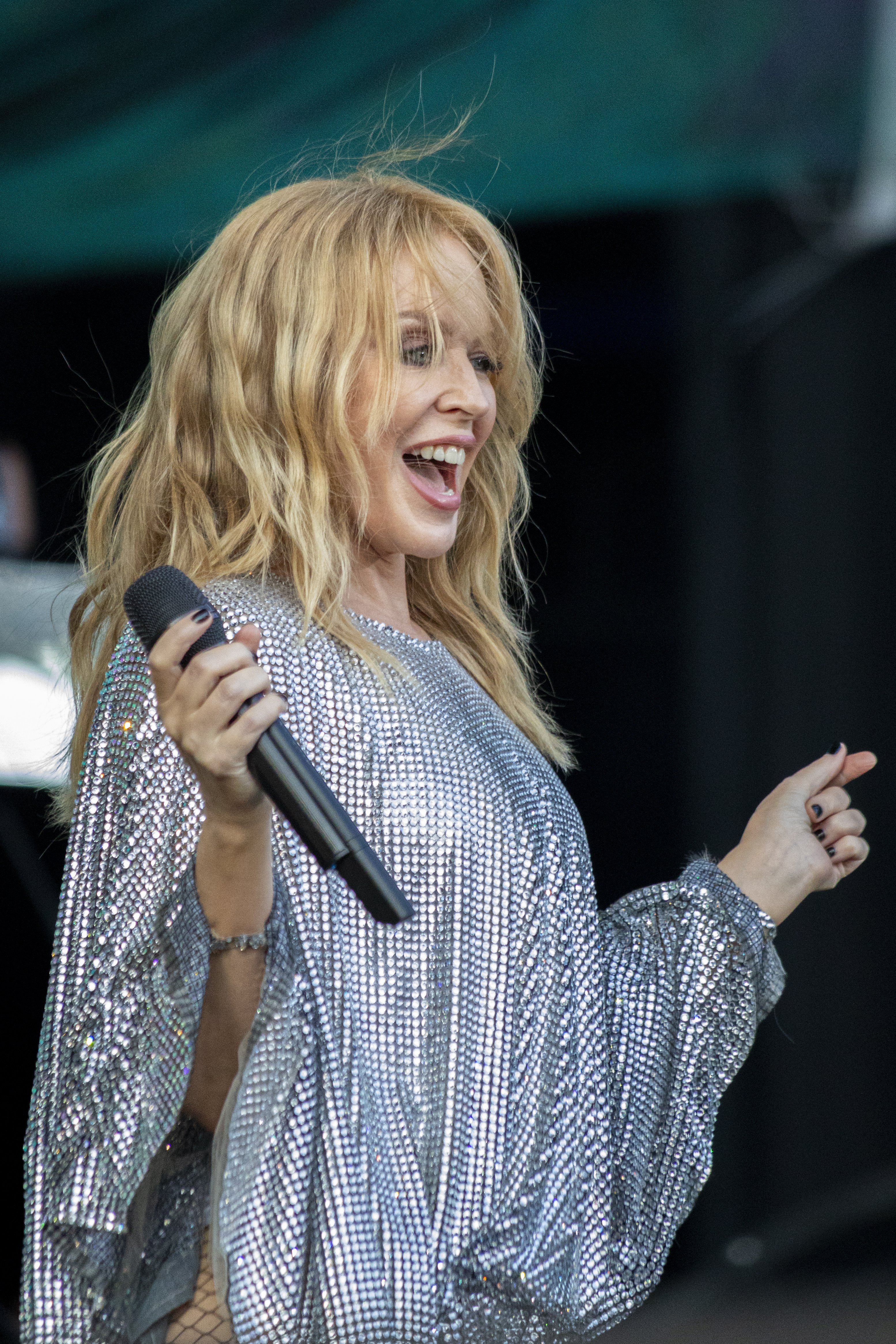
Kylie Minogue allo Sziget Festival 2024

Ad aprile del 2023, la cantante pubblica il singolo promozionale 10 Out of 10, in duetto con Oliver Heldens, mentre a maggio rilascia il brano Padam Padam, come primo singolo ufficiale del sedicesimo album in studio, Tension. La canzone ottiene immediatamente un inaspettato successo, diventando uno dei tormentoni dell'estate 2023. Il 4 febbraio 2024, la canzone trionfa ai Grammy Awards 2024 nella categoria "Best Pop Dance Recording".
Il 28 luglio 2023, Kylie annuncia il suo primo residency show, denominato More Than Just a Residency, inaugurando il nuovo spazio The Venetian a Las Vegas. Il 31 agosto 2023 viene invece pubblicato il secondo singolo intitolato Tension, mentre l’album omonimo viene rilasciato il 22 settembre successivo, dalla BMG Records.
Per promuovere il disco, la cantante organizza lo speciale televisivo An Audience with Kylie, registrato alla Royal Albert Hall di Londra e trasmesso in Regno Unito il 10 dicembre 2023.
Come singoli promozionali di Tension vengono pubblicati i brani Hold on to Now e Things We Do for Love.
A marzo 2024 riceve il Global Icon Award ai BRIT Awards 2024, esibendosi in un medley dei suoi singoli più celebri. Nello stesso mese, viene premiata con l'Icon Award ai Billboard Women in Music. Successivamente, si esibisce con Madonna durante la tappa del 7 marzo del Celebration Tour, in cui duettano sulle note di I Will Survive e Can't Get You Out of My Head. Minogue ha commentato che si trattava di un momento "atteso da tempo", mentre Madonna ha definito Kylie "una survivor e una combattente".
Nell'estate 2024 Kylie si esibisce in diversi concerti promozionali in Europa, per poi annunciare il Tension Tour il 19 settembre, con spettacoli in Australia, Asia, America e Europa previsti per il 2025. Parallelamente all'annuncio della tournée, esce il diciassettesimo lavoro in studio dell'artista, Tension II, pubblicato nell'autunno del 2024, anticipato dalle collaborazioni Dance Alone con Sia, Edge of Saturday Night con The Blessed Madonna, Midnight Ride con Diplo e Orville Peck e My Oh My con Bebe Rexha e Tove Lo. Dall'album è poi stato estratto il singolo Lights Camera Action.
Poco prima dell'inizio del tour, la cantante pubblica Someone for Me e il duetto last night i dreamt i fell in love con Alok. Parallelamente, prende parte alla serie tv Netflix The Residence.

## Altro

### Stile musicale

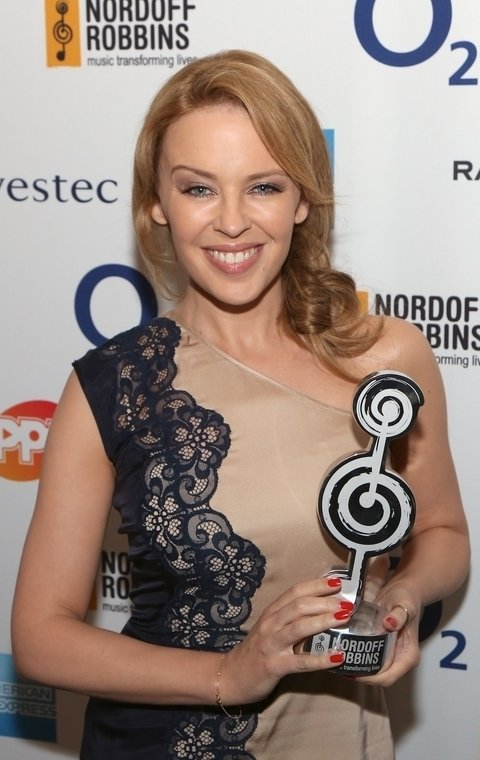
Kylie Minogue ai Silver Clef Awards 2012

Kylie Minogue possiede una vocalità da soprano. Tim Sendra di AllMusic, recensendo l'album di studio Aphrodite, scrisse che la Minogue canta con voce "leggermente nasale, da ragazza della porta accanto, il che si adatta perfettamente a quello che vuole ottenere". Fiona MacDonald di Madison magazine ritenne che la cantante "non ha mai avuto paura di prendere decisioni artistiche coraggiose e discutibili". Musicalmente, la cantante è caratterizzata da uno stile pop che incorpora forti influenze dance e disco.
I suoi primi album di studio prodotti da Stock, Aitken e Waterman hanno uno stile maggiormente bubblegum pop. Chris True di Allmusic recensendo l'album di debutto Kylie definì la sua musica "tipico bubblegum pop di fine anni Ottanta alla Stock-Aitken-Waterman", ma al contempo scrisse che la Minogue aveva più personalità di qualsiasi altro artista dell'epoca. Recensendo Rhythm of Love valutò che "[l]a composizione è migliorata, la produzione dinamica, e Kylie sembra essere più a suo agio dal punto di vista vocale".
A partire dal suo sesto album di studio, Impossible Princess, si assiste a un cambiamento nell'approccio della cantante alla composizione e nel suo stile musicale. A partire da quell'album, la Minogue iniziò a dedicarsi alla composizione di testi. Aveva già composto in passato, ma definì i suoi testi precedenti "non arrischiati, niente di più che parole che rimavano bene". Sal Cinquemani di Slant Magazine vide dei parallelismi tra l'album e Ray of Light di Madonna, e vi lesse una duplice ispirazione "dal Brit pop e dall'elettronica, due movimenti di metà anni Novanta", definendo l'album come "l'opera di una cantante pronta a correre dei rischi". L'album seguente, Light Years, è un album dance pop influenzato dalla musica disco, definito da Chris True di AllMusic "probabilmente uno dei migliori album disco music dopo gli anni Settanta". True scrisse dell'ottavo album di studio, Fever, che "combina il ritorno da disco diva di Light Years con semplici ritmiche dance". L'album seguente, Body Language, fu giudicato un passo in un territorio differente, con influenze elettropop, hip hop, funk, disco e R&B, e fu inserito da Q nella lista dei "Migliori Album del 2003".
Il decimo album della Minogue, X, fu valutato da Chris True come un insieme di "freddi, calcolati brani dance-pop". Tim Sendra di AllMusic scrisse dell'undicesimo album, Aphrodite, che era caratterizzato prevalentemente da un suono "disco pop scintillante che è effettivamente il suo miglior asso nella manica", e lo definì "uno dei suoi album migliori". Golden era invece influenzato dalla musica country, pur con una sensibilità dance pop. Sal Cinquemani di Slant Magazine scrisse che "Golden ribadisce la reputazione della Minogue come artista che si assume dei rischi".

### Immagine

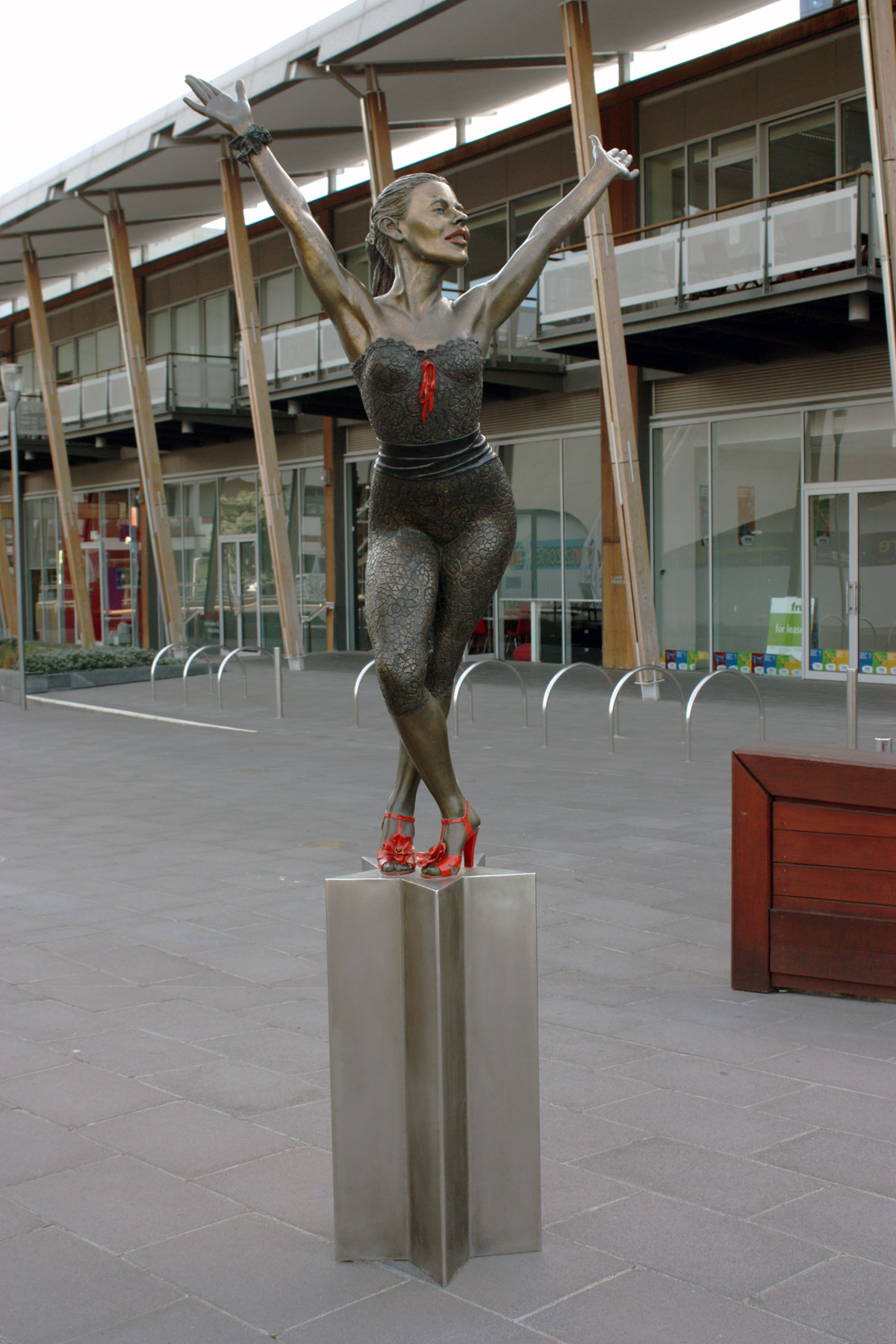
Statua di Kylie Minogue a Melbourne, in Australia

Kylie Minogue è soprannominata "la principessa del pop". Con la pubblicazione del suo terzo album Rhythm of Love, la cantante "iniziò a barattare la sua immagine dolce e bubblegum pop per una più adulta, più sessuale". Chris True scrisse che durante la sua relazione con Michael Hutchence "si iniziò a vederla abbandonare la facciata quasi virginale che aveva dominato i suoi primi due album, influenzando non solo il modo in cui la stampa e i fan guardavano a lei ma anche l'evoluzione della sua musica".
Kylie Minogue è anche conosciuta per essere al centro della stampa mondana. Il suo continuo rendere partecipe ed appoggiare la comunità omosessuale l'hanno resa una delle icone LGBT. Ha sempre avuto un occhio di riguardo per l'omosessualità, cantando a manifestazioni per i diritti e offrendo la sua immagine come mezzo di persuasione. Nel corso della sua carriera, affronta volutamente alcuni temi fondendoli alla musica: il tema principale è volutamente l'amore, ma anche quelli alla rinuncia alla prostituzione (come nel video di On a Night like This), l'invogliare a false notizie attraverso i mezzi di comunicazione (come nel video di Confide in Me), l'omosessualità femminile nel video di What Do I Have To Do.

### Influenze

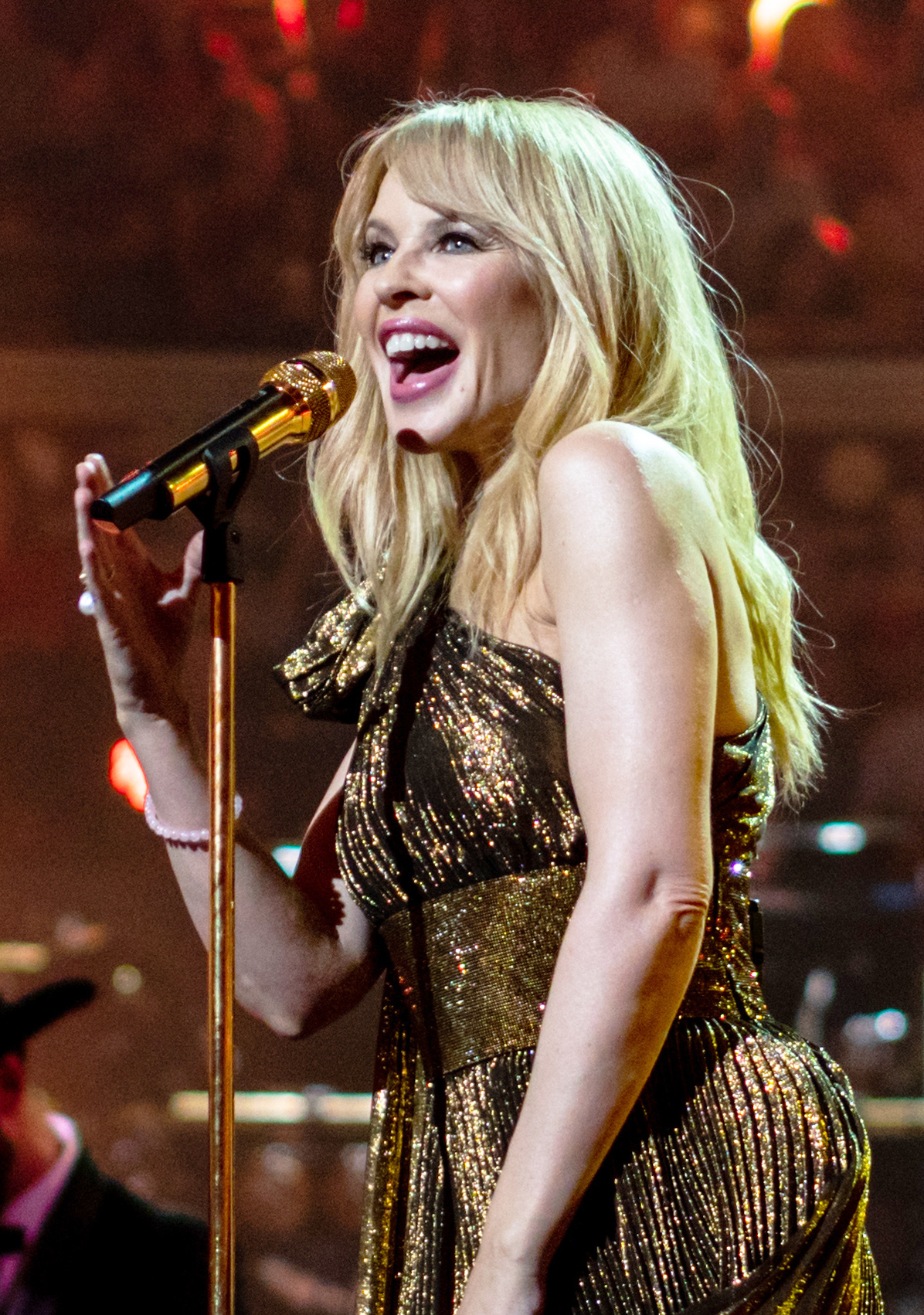
Kylie Minogue in concerto nel 2018

Molti sono stati gli artisti che hanno influenzato la sua carriera musicale: quella più marcata è stata quella del cantante Michael Hutchence, suo ex compagno, morto suicida. La cantante Madonna ha una forte influenza sullo stile della Minogue, che la stessa artista statunitense affermò di corrispondere. Altri artisti sono i Pet Shop Boys, con cui ha anche collaborato in un paio di tracce, Donna Summer, i Village People per la dance anni 80 di Light Years, gli U2 e Björk.
La cantante australiana ha lavorato con parecchi fotografi e artisti dell'immagine. Lo stesso William Baker, migliore amico e direttore creativo ha detto «Kylie non vuole essere solo un qualcosa per vendere dischi, come tante altre cantanti, ma soprattutto un nuovo modo di concepire la musica, alimentando l'immagine della pop-culture europea.». In Inghilterra il celebre museo delle cere Madame Tussauds ha creato cinque statue che rappresentano la cantante nelle varie fasi della sua carriera. In Australia si trova una statua di bronzo nella città di Melbourne a lei dedicata, creazione dall'artista Peter Corlett, come omaggio alla cantante come portatrice nel mondo della cultura australiana. Nel 2008 in Francia, il governo le ha conferito una nomina di Cavaliere delle Arti e della Musica per i suoi venti anni di carriera.
Lo stesso anno il governo inglese le ha conferito il titolo di "Ufficiale dell'Ordine dell'Impero Britannico", OBE, per la carriera musicale. Minogue ha partecipato anche al festival più importante del continente africano Mawazine Festival e al concerto austriaco per la fine della stagione sciistica 2009. Nel 2009 è la prima cantante internazionale a debuttare alla numero uno nella Top20 indiana, che è esclusiva per artisti locali, con il pezzo Chiggy Wiggy per il film Blue creato per il cinema di Bollywood.
A sua volta, Kylie Minogue è stata citata come fonte di ispirazione da artisti come Dua Lipa, Jessie Ware, Rina Sawayama, Kim Petras, Melanie C, Ricki-Lee Coulter, Olly Alexander degli Years & Years, Diana Vickers, The Veronicas, Slayyyter, Pabllo Vittar e Paris Hilton.
Kylie Minogue è il soggetto e tema conduttore del libro Metapop di Paul Morley, sottotitolato come "Storia del pop dal big bang a Kylie Minogue".

### Il rapporto con le Americhe
La cantante non è mai riuscita a sfondare in America. Il suo lavoro più conosciuto oltreoceano è il disco Fever, unico ad entrare nella Top5 della chart americana. Abbastanza sono stati i singoli divenuti sostanziali club hit, ma pochi entrati nella Billboard Hot100, tra cui The Loco-Motion alla terza posizione e Can't Get You Out of My Head alla settima. Attraverso il sito ufficiale, nella primavera del 2009, la cantante ha annunciato il suo primo tour americano, For You, For Me Tour, composto da poche tappe nelle principali città del paese più una canadese a Toronto.
Il tour ha ricevuto buone critiche, tra cui quelle del New York Times e di Billboard Magazine. Tale tour però è stato un flop in termini di vendite, andando addirittura in perdita. Tuttavia la Minogue ha poi dichiarato di sentirsi comunque soddisfatta di aver "visitato" i fans americani In America del Sud Minogue ha annunciato il suo primo tour nel 2008, come parte finale dell'X2008.

### Kylie: The Exhibition
Nel 2005 si inaugura Kylie: The Exhibition a Melbourne; si tratta di un'esposizione di costumi (di videoclip e tour), fotografie celebri e cimeli vari della cantante australiana; l'esposizione approda poi al museo Victoria and Albert di Londra e continua in varie città inglesi.

## Discografia
- 1988 – Kylie
- 1989 – Enjoy Yourself
- 1990 – Rhythm of Love
- 1991 – Let's Get to It
- 1994 – Kylie Minogue
- 1997 – Impossible Princess
- 2000 – Light Years
- 2001 – Fever
- 2003 – Body Language
- 2007 – X
- 2010 – Aphrodite
- 2014 – Kiss Me Once
- 2015 – Kylie Christmas
- 2018 – Golden
- 2020 – Disco
- 2023 – Tension
- 2024 – Tension II

## Tournée
- 1989 – Disco in Dream
- 1990 – Enjoy Yourself Tour
- 1991 – Rhythm of Love Tour
- 1991 – Let's Get to It Tour
- 1998 – Intimate and Live
- 2001 – On A Night Like This
- 2002 – KylieFever2002

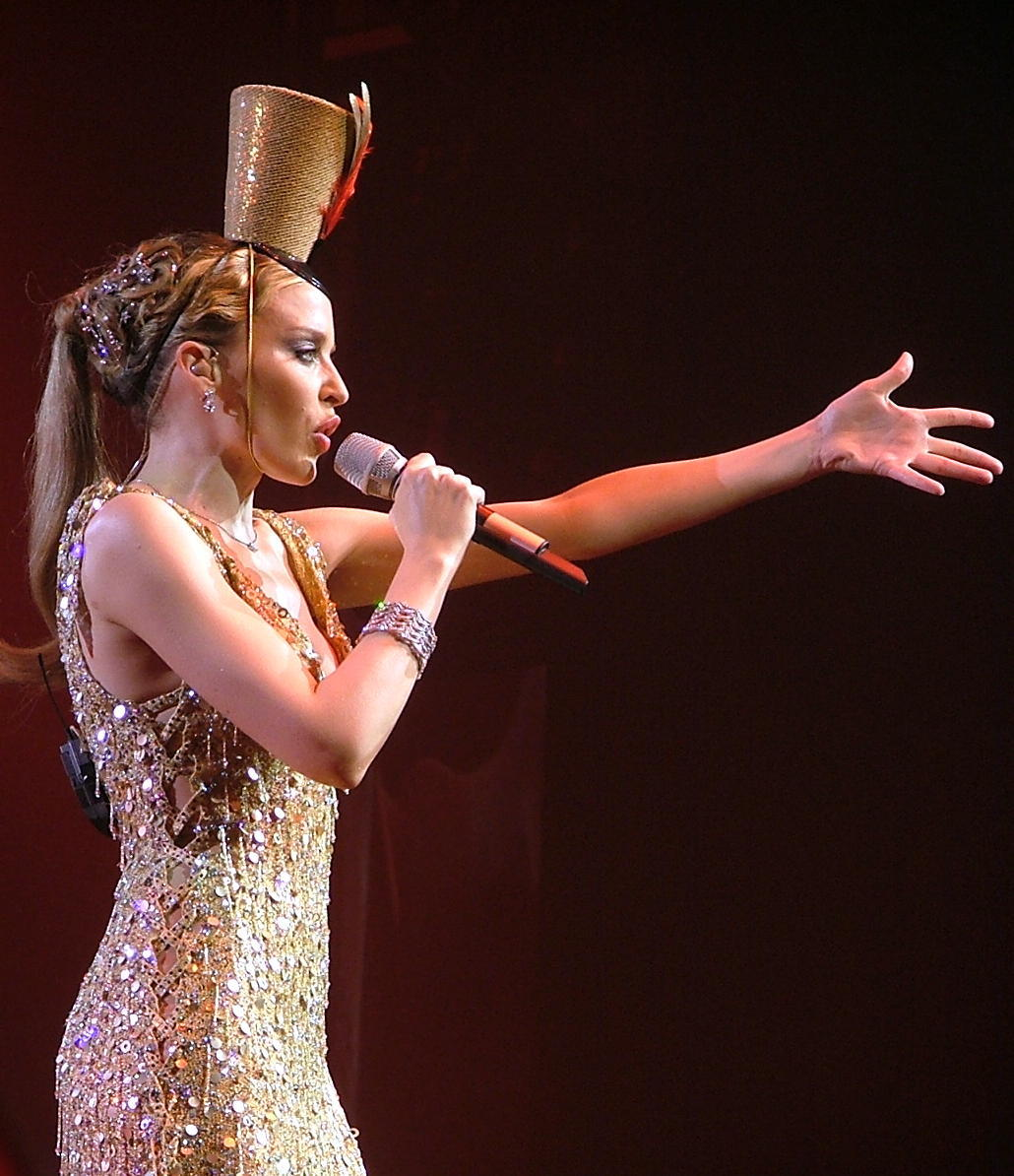
Kylie Minogue in concerto a Parigi nel 2005

- 2005 – Showgirl: The Greatest Hits Tour
- 2006/07 – Showgirl: Homecoming Tour
- 2008/09 – KylieX2008
- 2009 – For You, for Me
- 2011 – Aphrodite: Les Folies
- 2012 – Anti Tour
- 2014/15 – Kiss Me Once Tour
- 2015 – Summer 2015
- 2018 – Golden Tour
- 2019 – Summer 2019
- 2025 – Tension Tour

### Residency show
- 2015/16 – A Kylie Christmas a Londra
- 2023/24 – More Than Just a Residency a Las Vegas

### Concerti evento
- 2003 – Money Can't Buy
- 2020 – Infinite Disco

### Tournée promozionali
- 2018 – Kylie Presents: Golden

## Filmografia

### Cinema
- The Delinquents, regia di Chris Thomson (1989)
- Street Fighter - Sfida finale (Street Fighter), regia di Steven E. de Souza (1994)
- Tonto + tonto (Bio-Dome), regia di Jason Bloom (1996)
- Sample People, regia di Clinton Smith (2000)
- Moulin Rouge!, regia di Baz Luhrmann (2001)
- White Diamond: A Personal Portrait of Kylie Minogue, regia di William Baker – documentario (2007)
- Blue, regia di Anthony D'Souza (2009)
- Holy Motors, regia di Leos Carax (2012)
- Jack and Diane (Jack & Diane), regia di Bradley Rust Grey (2012)
- San Andreas, regia di Brad Peyton (2015)
- A Christmas Star, regia di Richard Mark Elson (2016)
- Swinging Safari, regia di Stephan Elliott (2018)

### Televisione
- I Sullivans (The Sullivans) – serie TV, 8 episodi (1976–1977)
- Skyways – serie TV, episodio 2x15 (1980)
- The Henderson Kids – serie TV, 24 episodi (1985)
- Neighbours – serie TV, 342 episodi (1986–1988)
- An Audience with Kylie Minogue – speciale televisivo, 6 ottobre 2001 & 10 dicembre 2023[178]
- Doctor Who – serie TV, episodio speciale di Natale Il viaggio dei dannati (2007)
- The Kylie Show – speciale televisivo, (2007)
- Young & Hungry - Cuori in cucina (Young & Hungry) – serie TV, episodi 2x06–2x07 (2015)
- Galavant – serie TV, episodio 2x01 (2016)
- Kylie's Secret Night – speciale televisivo, (2019)
- The Residence – miniserie TV, 6 episodi (2025)

### Doppiatrice
- Florence in The Magic Roundabout (2005)
- Susan in Back to the Outback - Ritorno alla natura (2021)

## Libri
- Kylie Minogue: The Official 1990 Annual, World International Publishing LTD, 1990. ISBN 978-0723568650
- Kylie Minogue: The Official 1991 Annual, Egmont Books Ltd, 1991. ISBN 978-0723568964
- Kylie: Evidence, Booth-Clibborn Editions, 1999[179]. ISBN 978-1861541376
- Kylie: La La La, Hodder & Stoughton, 2002. ISBN 978-0340734391
- Kylie la la la,  Hodder & Stoughton, 2003. ISBN 978-0340734407
- The Showgirl Princess,  Puffin, 2006. ISBN 978-0141383194
- Kylie, V&A Publications, 2007[180]. ISBN 978-1851775125
- K, Darenote Ltd, 2008.[181][182]
- Kylie / Fashion, Thames & Hudson, 2012. ISBN 978-0-5005-1665-2

### Pubblicazioni promozionali
- Kylie: Her Complete Story - The Official Kylie Minogue Book, Attic Press, 1988.[183]
- The Delinquents, Mandarin, 1989.[184] ISBN 9780749704247
- Kylie Minogue 1994, Darenote Ltd, 1994 - fotografie di  Ellen von Unwerth e Katrina Webb.[185]
- The Kylie Bible, Another Ltd, 1994 - incluso nell'issue 9 del 1994 della rivista Dazed & Confused.[186]

### Tour books
- Kylie On Tour, 1988[187]
- Disco in Dream, Giappone, 1988[188]
- Enjoy Yourself Tour, 1990[189]
- Kylie Rhythm of Love 1991 Tour, 1991[190]
- Kylie Minogue Rhythm of Love Japan Tour '91, Giappone, 1991[191]
- Kylie Let's Get to It - UK Tour '91, Regno Unito, 1991[192]
- Intimate and Live Programme, 1998[193]
- On A Night Like This Tour Book, 2001[194]
- KylieFever2002 Tour Book, Europa & Australia, Darenote Ltd., 2002[195]
- Showgirl Tour Book, 2005[196]
- Showgirl Homecoming Tour Book, 2006[197]
- Kylie X Tour Book 2008, Darenote Ltd., 2008[198]
- Kylie Official US Tour Program, 2009[199]
- Kylie Aphrodite Les Folies - Official Programme, copertina flessibile e rigida, 2011.[200][201]
- Kiss Me Once Tour Programme, 2014[202]
- A Kylie Christmas Programme, 2015[203]
- A Kylie Christmas Programme, Firewheel LLP, 2016[204]
- Golden Tour Programme, 2018[205]
- Kylie Live, Darenote Ltd., 2019[206]
- Tension World Tour Programme, 2025[207]

## Campagne pubblicitarie
- Coca-Cola, 1991[208]
- H&M, 1998[209]
- Eurostar, 2001[210]
- Agent Provocateur, 2001[211]
- Evian, 2002[212]
- Ford StreetKa, Italia, 2002[213]
- British Airways, 2003[214]
- H&M, 2007[215]
- Volkswagen Golf Cabriolet, 2010[216]
- Sat.1 - Color Your Life, 2010-11[217]
- Lexus CT, 2011[218]
- Xbox 360, 2011[219]
- Sloggi, 2014[220]
- APREC - One Note Against Cancer, 2014[221]
- Australian Tourism - "Matesong", 2019[222]
- Marc Jacobs, 2020[223]
- Jimmy Choo x Jean-Paul Gaultier, 2023[224]
- Charlotte Tilbury, 2024[225]

## Attività imprenditoriali
Al di fuori della sua attività musicale, la Minogue ha rilasciato linee di profumi, libri, arredamento, abbigliamento e persino vini.

### Love Kylie
Love Kylie è una linea di lingerie lanciata dalla cantante australiana Kylie Minogue nel 2001, inizialmente distribuita in Australia in collaborazione con il marchio Holeproof, parte del gruppo Pacific Brands. La collezione riflette lo stile personale di Minogue, con un’estetica che unisce sensualità e glamour. Le diverse linee della collezione portano nomi come Diva, Vamp e Fever, quest’ultima ispirata all’omonimo album della cantante pubblicato nello stesso anno.
Nel 2003, Love Kylie debutta anche nel Regno Unito, con un lancio presso i grandi magazzini Selfridges a Londra, dove riscuote un notevole successo commerciale, vendendo oltre 5.000 unità nella prima settimana. L’anno successivo, la linea si espande con Love Kylie Legs, una collezione di calze e collant ispirata allo stile cabaret.
Parallelamente, nel 2001 Minogue è protagonista dello spot pubblicitario Proof per il marchio di lingerie britannico Agent Provocateur, in cui cavalca un toro meccanico. La campagna, trasmessa nei cinema, viene successivamente eletta miglior annuncio cinematografico cult in un sondaggio condotto da Digital Cinema Media.

### Kylie Minogue Parfums

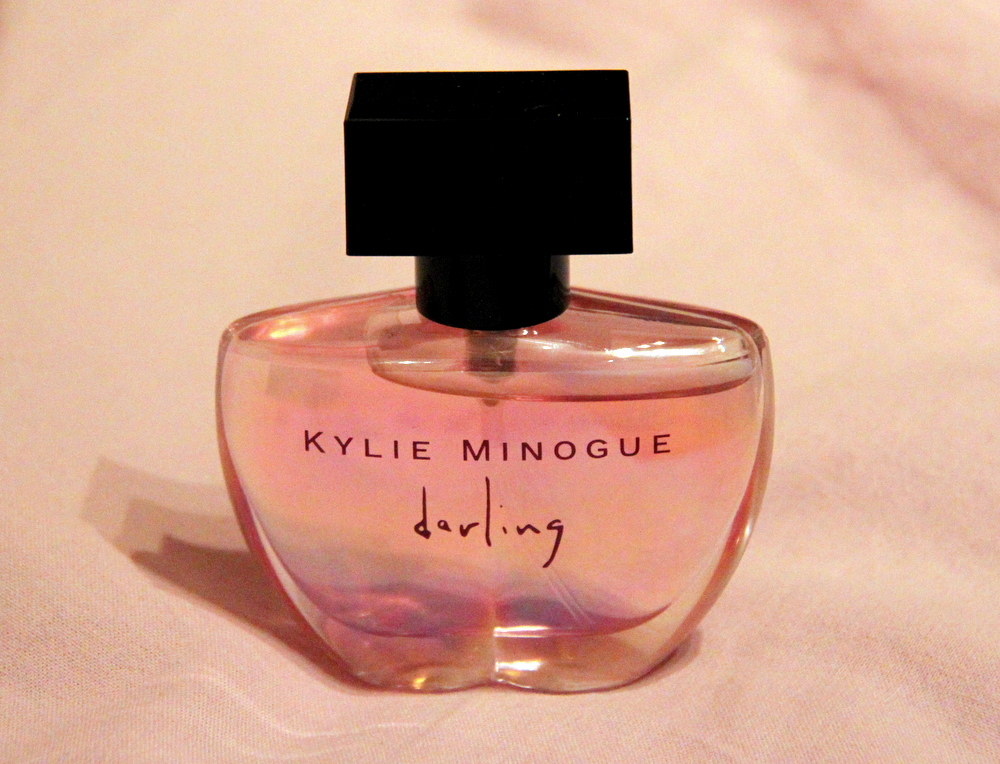
Darling, primo profumo di Kylie Minogue, commercializzato nel 2006

- 2006 - Darling
- 2007 - Sweet Darling
- 2008 - Sexy Darling
- 2008 - Showtime (EDP / EDT)
- 2009 - Inverse for Men
- 2009 - Couture
- 2010 - Pink Sparkle
- 2011 - Pink Sparkle Pop
- 2011 - Dazzling Darling
- 2012 - Music Box
- 2021 - Darling
- 2022 - Disco Darling
- 2025 - Lovers Fleur EDP (30/100ml)
- 2025 - Lovers Noir EDP (30/100ml)

### Kylie at Home
Nel 2008, Minogue ha lanciato la linea di arredamento Kylie at Home. La collezione era disponibile online e presso rivenditori come House of Fraser, Debenhams e British Home Stores. La gamma includeva tende, biancheria da letto, cuscini, asciugamani, candele e paralumi.

### Kylie Minogue Eyewear
Kylie Minogue Eyewear è una linea di occhiali da vista e da sole disegnata dalla cantante in collaborazione con la catena di ottica Specsavers. È stata lanciata per la prima volta nel 2016 nel Regno Unito e in Irlanda. A partire dal 2018, la collezione è stata ampliata con nuove varianti di design e resa disponibile anche in altri mercati come il Canada. I modelli, spesso battezzati con nomi evocativi come Fever o All I See. La collaborazione ha riscosso un buon successo commerciale, vendendo migliaia di paia nelle prime settimane dal lancio e consolidando la presenza di Specsavers nel settore dell’eyewear fashion.

### Kylie Minogue Wines
La Minogue ha lanciato il suo brand di vini, Kylie Minogue Wines, il 28 maggio 2020. Nel giugno 2022 è stato esteso negli Stati Uniti. Sono attualmente vendute nove varietà di vino, prodotte in Italia, Francia, Spagna e Australia. In Regno Unito la linea di vini ha venduto oltre 2 milioni di bottiglie nei primi due anni. Secondo The Guardian, il solo Prosecco rosé della cantante ha generato un profitto di GB£7.7 milioni nel 2021.
- Prosecco rosé, prodotto a Gambellara
- Rosé Vin de France
- Sauvignon blanc
- Merlot
- Cava
- Côtes de Provence rosé
- Côtes de Provence cru classé rosé
- Chardonnay
- Pinot noir